# クーセヴィツキー (小惑星)
クーセヴィツキー (1799 Koussevitzky) は小惑星帯に位置する小惑星。1950年7月25日、インディアナ小惑星計画 (Indiana Asteroid Program) によりゲーテ・リンク天文台で発見された。
アメリカ合衆国で活躍したユダヤ系ロシア人指揮者、セルゲイ・クーセヴィツキー（Serge Koussevitzky、1874年 - 1951年）に因んで命名された。